# Grifo
Grifo est un évêque de Rouen de la fin du VIIe siècle.

## Biographie
Partisan de Pépin de Herstal, il remplace Ansbert sur le siège épiscopal de Rouen, après son exil en 689/690.